# Jolantha Seyfried
Jolantha Seyfried (geb. 1964 in Wien) ist eine österreichische Balletttänzerin und Hochschullehrerin. Sie war 1. Solotänzerin des Wiener Staatsopernballetts und ist heute Professorin für Tanz an der Musik und Kunst Privatuniversität der Stadt Wien.

## Leben
Sie erhielt ihre Ausbildung von 1971 bis 1979 an der Ballettschule der Wiener Staatsoper sowie dem Centre de dance international Rosella Hightower und bei Gabriel Popescu.
1979 wurde sie ins Chorp de ballet der Wiener Staatsoper engagiert, 1984 avancierte sie zur Solotänzerin (unter Gerhard Brunner).
1985 ehelichte sie den späteren Solotänzer Wolfgang Grascher und brachte 1986 ihren Sohn zur Welt. 1990 wurde ihre erste Tochter geboren. Nach dieser Unterbrechung ihrer Karriere für zwei Jahre kehrte sie 1993 unter der Leitung von Anne Woolliams wieder an die Staatsoper zurück. 1998 wurde sie von Renato Zanella (Wiener Ballettchef von 1995 bis 2005) zur 1. Solotänzerin ernannt. 2000 wurde ihre zweite Tochter geboren, wonach sie nur mehr in kleinen Rollen auf die Bühne der Staatsoper zurückkehrte und diese 2003 gänzlich verließ.
2001 begann sie sich pädagogischen Tätigkeit zuzuwenden, zuerst beim Projekt „off ballet special“, einem von Renato Zanella und Katalin Zanin ins Leben gerufenen Projekt für Tänzer und Tänzerinnen mit und ohne Behinderung. Von 2002 bis 2003 war sie Trainerin der Ballettkompanie und Lehrende der Ballettschule der Wr. Staatsoper. 2004 übernahm sie die geschäftsführende Leitung der Ballettschule der Wr. Staatsoper (unter Renato Zanella bis 2005, danach Gyula Harangozó), die sie bis 2010 innehatte. Seit 2012 ist sie Professorin für Tanz an der Konservatorium Wien Privatuniversität.

## Künstlerisches Schaffen
Sie tanzte alle großen Rollen des klassischen Ballettrepertoires wie z. B. „Odette/Odile“ in Schwanensee (Rudolf Nurejew), „Marie“ in Nussknacker (Juri Grigorowitsch), „Julia“ in Romeo und Julia (John Cranko), „Kitri“ in Don Quichotte (Rudolf Nurejev), „Raymonda“ im gleichnamigen Ballett (Rudolf Nurejev), „Aurora“ in Dornröschen (Rudolf Nurejev, Peter Wright), „Lise“ in La fille mal gardee (Frederic Ashton) usw.
Außerdem tanzte sie in Choreografien von George Balanchine (4 Temperamente, Symphonie in C, Apollo), Léonide Massine (der Dreispitz), Grete Wiesenthal (Wiener Blut, Tod und das Mädchen, Weintretertanz), sowie zeitgenössischer Choreografen wie John Neumeier (Ein Sommernachtstraum, Daphnis und Cloe, Der Feuervogel, Mozart 338), Jiří Kylián (Symphonie in D, Rückkehr aus einem fremden Land, Verklärte Nacht), Hans van Manen (Lieder ohne Worte, Große Fuge, Black Cake), Rudi van Dantzig (Vier letzte Lieder), Ruth Berghaus (Orpheus), Heinz Spoerli (Pulcinella), Renato Zanella (empty place, La chambre, Sacre, Mata Hari, Alles Walzer, Aschenbrödel) u. a.
Einen Ausflug in die freie Tanz-Szene machte sie 1992 mit Jaqueline du Pre von Manfred Aichinger und Nikolaus Selimov, sowie 2009 als „Margarethe Wallmann“ in der Produktion Wallfrau von Renato Zanella im Odeon Wien.
In zahlreichen Neujahrskonzerten der Wiener Philharmoniker war sie als Solistin zu sehen, z. B. 1987 unter Herbert von Karajan.
Ihre internationalen Partner waren unter anderem Peter Schaufuss, Anthony Dowell, Gyula Harangozo, Tamas Solymosi, Manuel Legris und Jay Jolly. Tourneen führten sie quer durch Europa, sowie nach Israel, Japan, Südkorea, Thailand und Kuba.

## Auszeichnungen
- 1996 wurde ihr von Edeltraud Brexner der Fanny-Elßler-Ring übergeben, den sie bis 2004 behielt, um ihn danach an Dagmar Kronberger weiterzugeben. Der nach Fanny Elßler (1810–1884) benannte Ring wurde 1960 von Riki Raab gestiftet und wird analog zum Iffland-Ring an eine aktive österreichische Tänzerin weitergereicht.[1]
- 2005 wurde ihr das Österreichische Ehrenkreuz für Wissenschaft und Kunst I. Klasse verliehen.[2]